# Belagavi
Belagavi, bis 2014 Belgaum (Kannada: ಬೆಳಗಾವಿ Beḷagāvi [ˈbeɭʌɡaːʋi]; Marathi बेळगांव Beḷgāṃv [ˈbeːɭɡɑ̃ːo]; seltener auch Belgao oder Belgaon) ist eine Stadt im südwestindischen Bundesstaat Karnataka mit rund 490.000 Einwohnern (Volkszählung 2011). 
Sie liegt im westlichen Hochland von Dekkan, am Rande der Westghats nahe der Grenze zu Maharashtra und Goa, auf einer Höhe von 750 Metern über dem Meeresspiegel und ist etwa 90 Kilometer von der Küste des Arabischen Meeres entfernt. Belagavi ist Verwaltungssitz des Distrikts Belagavi. Ein großer Teil der Bevölkerung spricht das indoarische Marathi, Amtssprache ist das dravidische Kannada.
Anlässlich des fünfzigsten Jahrestags der Gründung des Bundesstaats im Jahr 2006 beschloss die Regierung von Karnataka nach einem Vorschlag des Schriftstellers U. R. Ananthamurthy, den englischen Namen der Stadt in ihre Kannada-Namensform Belagavi umzubenennen. Die indische Zentralregierung unter Premierminister Manmohan Singh stimmte der Namensänderung zunächst nicht zu. Erst unter der bei der 2014 neu gewählten Regierung von Premierminister Narendra Modi trat die Umbenennung am 1. November 2014 offiziell in Kraft.

## Geschichte

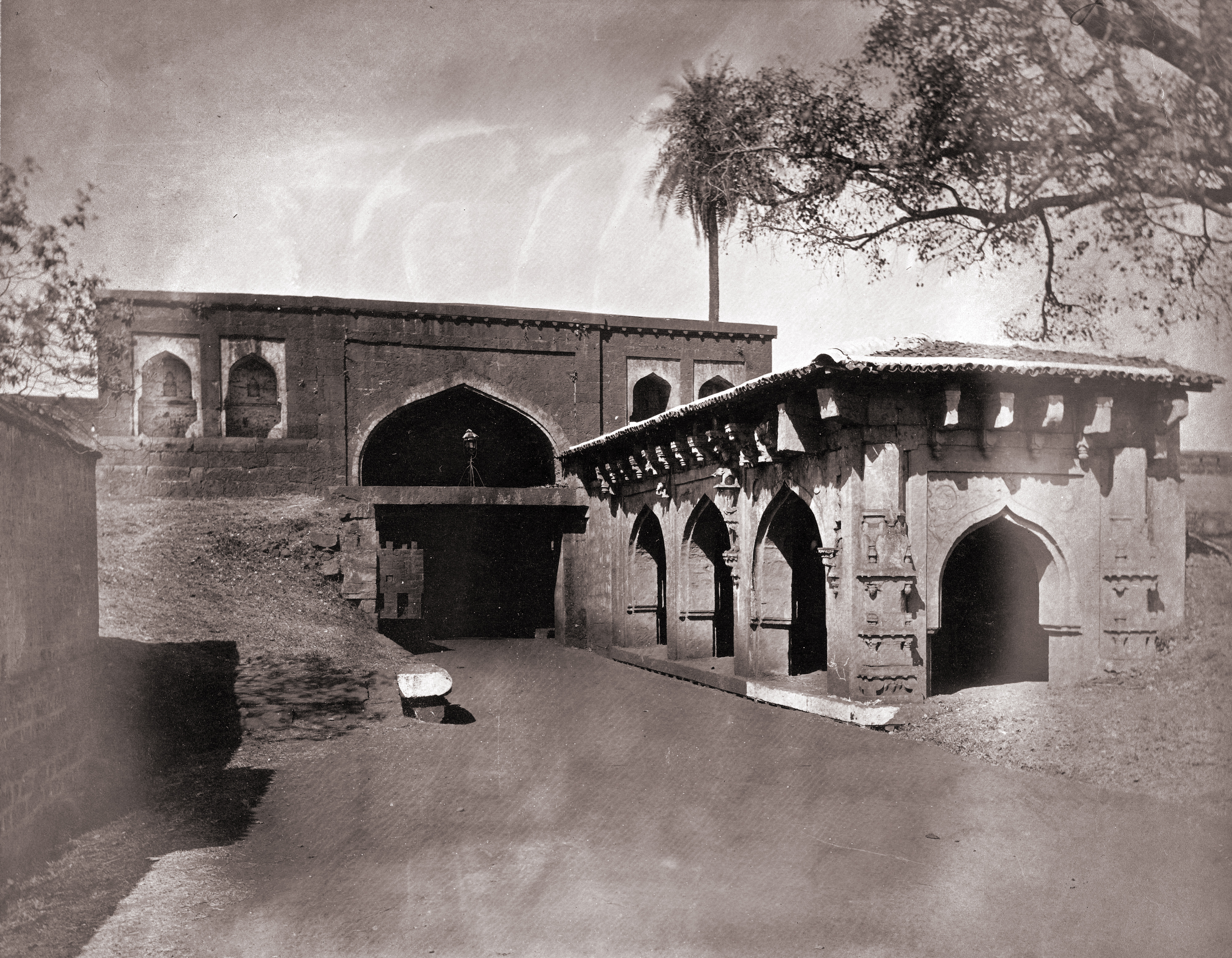
Fotografie der Festung von Belagavi, 1874

Belagavi entstand gegen Ende des 12. Jahrhunderts, als die Ratta-Dynastie ihre Hauptstadt aus dem nahe gelegenen Saundatti hierhin verlegte. Die Ratta finden Erwähnung in einer Inschrift von 1199 auf einer Säule der Freitagsmoschee. Eine weitere Inschrift von 1261 weist auf die Yadava hin, die Belagavi um die Mitte des 13. Jahrhunderts eroberten. Im frühen 14. Jahrhundert fiel die Stadt vorübergehend an das Sultanat von Delhi, bald darauf an das Hindu-Reich Vijayanagara und 1474 an die Bahmaniden, deren bröckelnde Herrschaft 1490 von den Adil Shahi von Bijapur abgelöst wurde. Die Adil Shahi bauten die aus der Ratta-Zeit stammende Festung aus. Im späten 17. Jahrhundert unterwarf Großmogul Aurangzeb Bijapur und damit auch Belagavi, das vorübergehend den Namen Azamnagar erhielt. Im frühen 18. Jahrhundert folgten die Marathen. Diese unterlagen 1818 im Dritten Marathenkrieg endgültig den Briten, die Belagavi in die Präsidentschaft Bombay eingliederten und als Infanteriestützpunkt nutzten.
Nach der Unabhängigkeit Indiens im Jahre 1947 war Belgaum, wie es damals geschrieben wurde, zunächst Teil des Bundesstaates Bombay. Als die indischen Bundesstaaten 1956 nach den Sprachgrenzen neu formiert wurden, entwickelte sich die Zugehörigkeit Belgaums, wo sowohl Kannada als auch Marathi verbreitet waren, zur Streitfrage. Im Taluk Belgaum machten zu diesem Zeitpunkt Marathi-Sprecher mit 51,4 Prozent eine leichte Mehrheit aus. Acht von elf Taluks des Distrikts Belgaum waren aber überwiegend kannadasprachig. Letztlich kam die Stadt durch den States Reorganisation Act zusammen mit dem größten Teil des Distrikts zum kannadasprachigen Bundesstaat Mysore, der 1973 in Karnataka umbenannt wurde. Bis heute sorgt die Frage um die Zugehörigkeit der Stadt für Spannungen zwischen Karnataka und dem marathisprachigen Bundesstaat Maharashtra. 2014 wurde Belgaum in Belagavi umbenannt.

## Bevölkerung
Nach der Volkszählung 2011 hat Belagavi 490.045 Einwohner. 73 Prozent der Bevölkerung sind Hindus, 21 Prozent Muslime, 4 Prozent Jainas und 1 Prozent Christen. Die meistgesprochene Sprache ist Marathi, die Sprache des Nachbarbundesstaates Maharashtra, das nach der Volkszählung 2001 von 38 Prozent der Einwohner Belagavis als Muttersprache gesprochen wird. Kannada, die Hauptsprache Karnatakas, folgt mit 36 Prozent erst an zweiter Stelle. Unter den Muslimen ist zudem Urdu (18 Prozent) verbreitet. Kleinere Minderheiten sprechen Hindi (3 Prozent) und Telugu (2 Prozent).

## Wirtschaft und Infrastruktur
Belagavi ist ein bedeutender regionaler Industriestandort. In der Stadt befindet sich eines der größten Aluminiumoxidwerke Indiens. Weiterhin bedeutsam ist vor allem der Maschinenbau (Motoren, Fahrzeugteile, Hydraulikpumpen, Ventile), in geringerem Maße auch die Herstellung von Textilien sowie die Nahrungsmittelindustrie.
Belagavi ist sowohl an den National Highway 4 zwischen Pune und Bengaluru als auch an das nationale Eisenbahnnetz angeschlossen. In Sambre, etwa zehn Kilometer östlich der Stadt, befindet sich mit dem Flughafen Belgaum ein Flughafen mit regelmäßigen Verbindungen nach Mumbai und in mehrere Großstädte des Dekkan.
Die Stadt ist zudem Standort des indischen Heeres und eines Militärflugplatzes.

## Sehenswürdigkeiten
Die wichtigste Sehenswürdigkeit der Stadt ist die aus dem frühen 13. Jahrhundert stammende Festung, die von späteren Herrschern vielfach umgebaut und erweitert wurde. Ihre heutige Gestalt erhielt sie weitestgehend im 16. Jahrhundert. Innerhalb der Festungsmauern befinden sich unter anderem der Jaina-Tempel Kalama Basti im späten Chalukya-Stil, die Safa-Moschee und die Freitagsmoschee (Jama Masjid) aus dem 16. Jahrhundert.

## Persönlichkeiten
- Kumar Gandharva (1924–1992), klassischer Sänger
- Shri Thanedar (* 1955), US-amerikanisch-indischer Unternehmer und Politiker